# Johann Jacoby
Johann Jacoby, född 1 maj 1805 i Königsberg (nuvarande Kaliningrad), död där 6 mars 1877, var en tysk politiker.
Jacoby, till börden jude, slog sig 1830 ned som läkare i sin födelsestad. I skriften Vier Fragen beantwortet von einem Ostpreußen (1841) samt broschyrerna Preußen im Jahre 1845 och Das königliche Wort Friedrich Wilhelms III. (båda 1845) uppträdde han mot den preussiska absolutismen och för ett konstitutionellt styrelsesätt. Han dömdes för dessa 1842 och 1845 till fängelsestraff, men domarna upphävdes i högre rätt. 
Under revolutionsåret 1848 valdes Jacoby till ledamot av Vorparlamentet i Frankfurt am Main och av dettas 50-mannautskott samt av Frankfurtparlamentet och Rumpparlamentet i Stuttgart. Han var även ledamot av preussiska nationalförsamlingen (1848) och Preussens deputeradekammare (1849). Jacoby, som tillhörde yttersta vänstern, visade dock snart sin oförmåga i praktisk politik. I april 1849 återtog han sin plats i tyska nationalförsamlingen, anklagades sedan för högförräderi, men frikändes. 
Åren 1863-70 var Jacoby åter ledamot av preussiska deputeradekammaren. För sin uppmaning till skattevägran som medel att genomdriva folkets vilja måste han (1866) bota med sex månaders förlust av friheten. Fasthängande vid 1848 års teorier och fiende till Otto von Bismarcks politik, förklarade han Tysklands enhet för frihetens grav och protesterade mot annekteringen av Elsass-Lothringen, blev alltmera isolerad och anslöt sig 1872 till Tysklands socialdemokratiska parti. Samma år utkom hans Gesammelte Schriften und Reden (två band, andra upplagan 1877).